# マルバルリミノキ

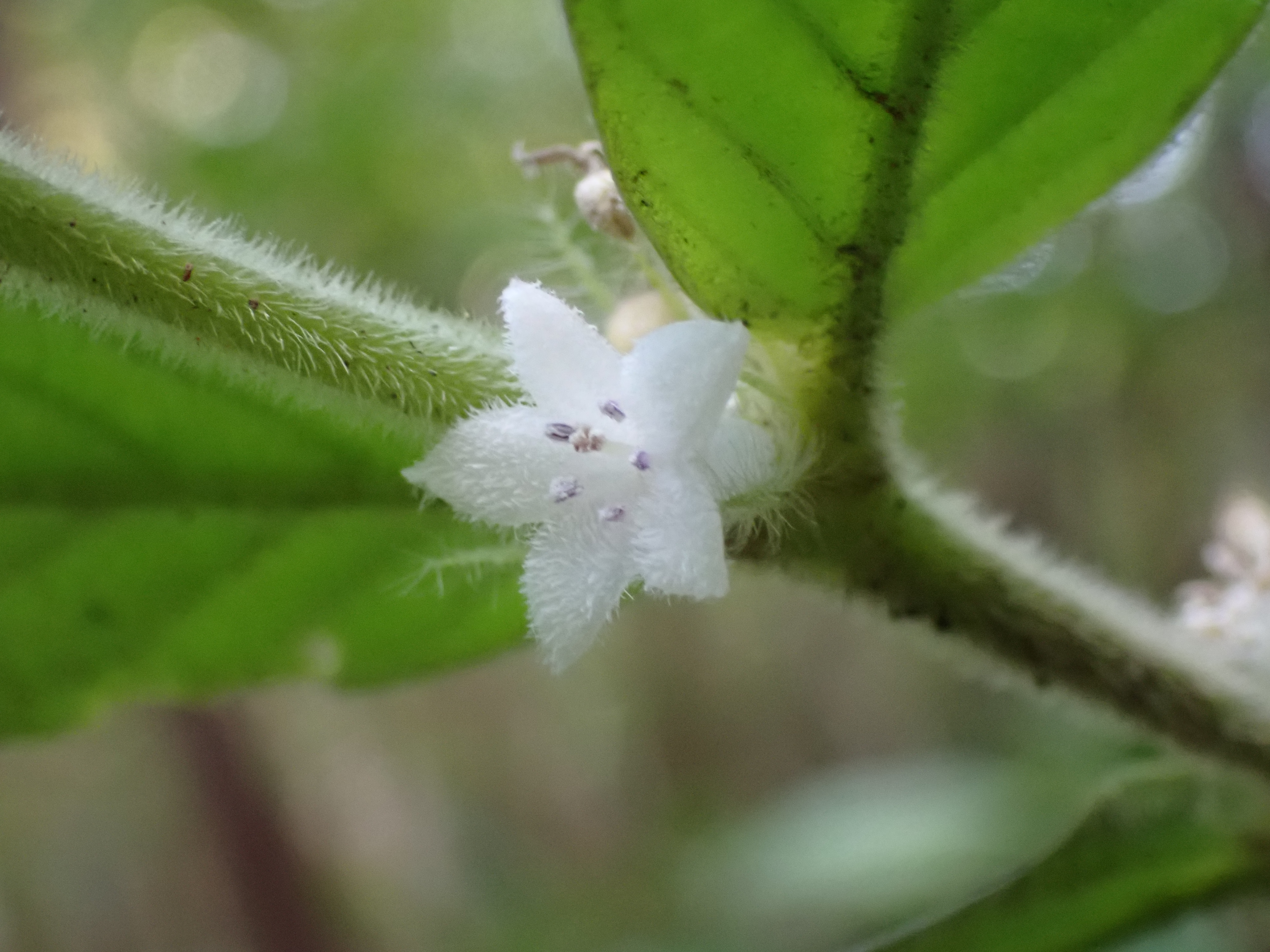
白い花と有毛の葉裏（2025年1月 沖縄県名護市 名護城公園）

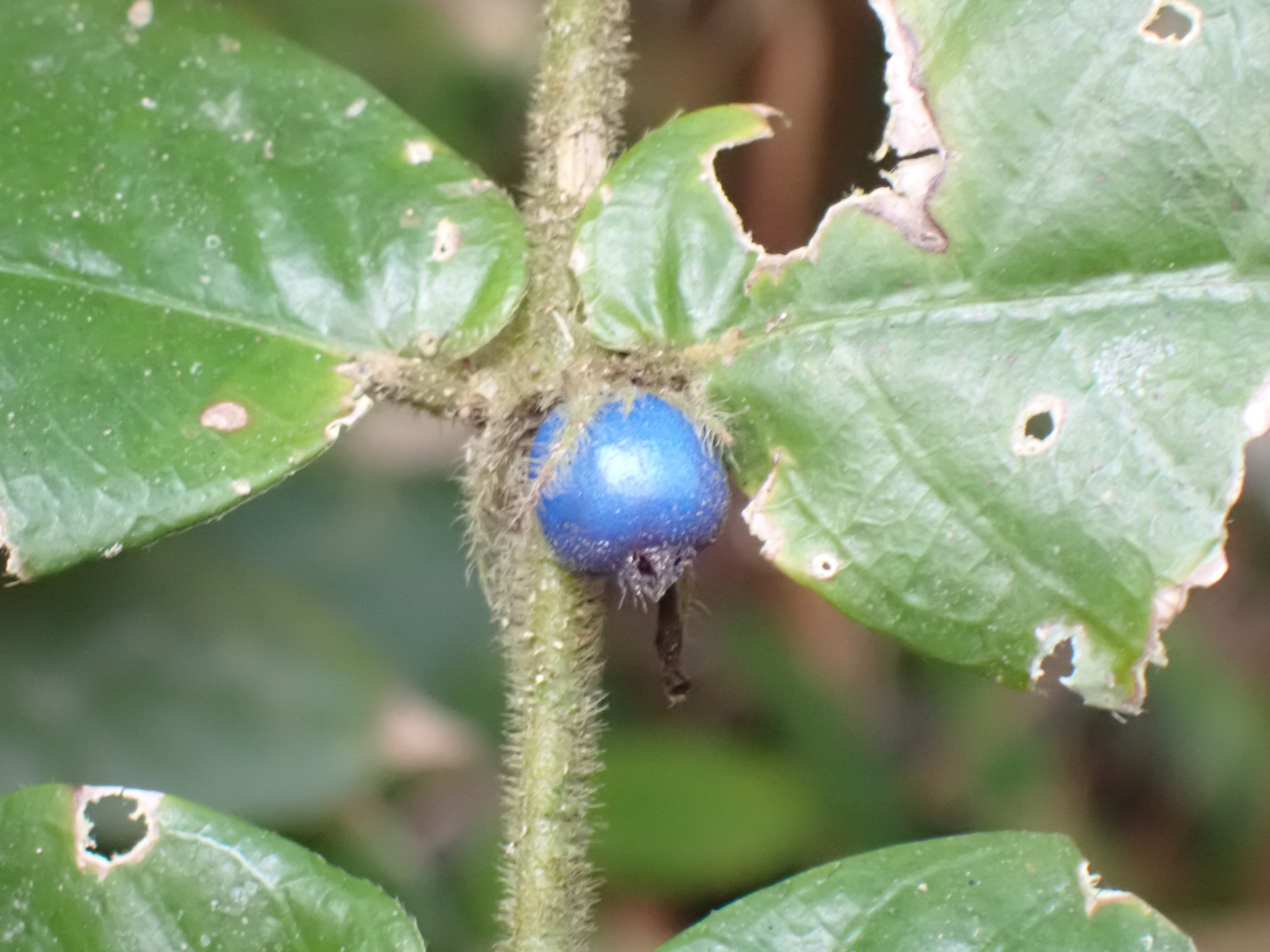
青い実と無毛の葉表（2025年1月 沖縄県恩納村安富祖 沖縄県民の森）

マルバルリミノキ Lasianthus attenuatesはルリミノキ属の植物の1つ。葉の基部が丸いのが特徴。

## 特徴
高さ1mほどの常緑性の低木。茎は細くてまばらに分枝し、小枝は太さ3mmほど。茎全体に黄褐色の剛毛が立ち気味に密生している。葉は対生し、長楕円形から楕円形で先端は短く突き出して尖り、基部は丸いか左右不対称な心形。葉柄は普通はないが、時に3mmほどの短い柄がある。葉身は2.5-9cm、幅は2-4cmで表面はほぼ無毛だが裏面は黄褐色の剛毛が一面にある。側脈は7-9対で半ばから先では葉の先端方向へ大きく曲がり、また裏面に突出している。托葉は狭3角形で先端は細く突き出して長さ4mm、剛毛が密生している。
花は12月から翌年の4月までの間に開花し、葉の腋ごとに1-3個生じる。花序には苞葉があって線形で長さ8-13mmで剛毛が密生している。萼筒は長さ約2mmと小さく、その縁は狭い三角の5つの裂片に分かれる。裂片は長さ1mmで剛毛が生えている。花冠は漏斗形になって長さ7mm、外面には長い毛がある。先端は長さ3mmの3角状卵形の裂片5つに裂ける。液果は球形で径7mmで瑠璃色、先端部に萼裂片が残り、そこには長い毛がある。

## 分布と生育環境
日本では屋久島以南の琉球列島に産し、国外では台湾から中国南部、東南アジアからインドまで分布がある。森林内に生える。

## 近縁種等
ルリミノキ属には東アジアから東南アジアを中心に多くの種があり、国内には6種がある。本種は他種と一緒に見ることが出来る。本種はその中で全体に褐色を帯びた剛毛があることと葉の基部が丸く、あるいは心形になって葉柄がないかごく短いことで容易に区別が出来る。ケハダルリミノキ L. curtisii も植物体に剛毛が多いが、この種では葉の基部は鋭く細まり、それに葉柄が明瞭にある。また毛の多いものとしてはタイワンルリミノキ L. cyanocarpus も全体に剛毛が多いが、この種では葉の基部が細くなって葉柄がある他、本種より大型で葉身の長さが11-23cmと本種の2倍にも達する。
なお日本産のものでは本種とタイワンルリミノキの2種は花序の苞葉が葉状に発達することなどからタイワンルリミノキ節 Sect. Bracteatae に纏める説がある。